# الطريق الوطنية رقم 5 (المغرب)
الطريق الوطنية رقم 5 هي طريق وطنية تربط بين العيون وكلتة زمور، ويبلغ طولها الإجمالي 256 كلم.